# 隆尧镇
隆尧镇是中国河北省邢台市隆尧县下辖的一个镇。

## 行政区划
隆尧镇下辖西甫村、东关村、东甫村、南关村、南甫村、西关村、韩庄村、北甫村、丘底一村、丘底二村、丘底三村、义丰村、沙湾村、北和村、东河村、官庄村、陈村、白家庄村、尧家庄村、永兴村、东柏舍村、西柏舍村、南柏舍村、北柏舍村、显化寺村、杨河村、杜村、虎中村、西张村、东张村、宋村、尧南关村、尧北里村、尧东庄村、郭园村、南潘庄村、西河村、韩解村、东里村、南小河村。